# Wagneriana alma
Wagneriana alma är en spindelart som beskrevs av Levi 1991. Wagneriana alma ingår i släktet Wagneriana och familjen hjulspindlar. Inga underarter finns listade i Catalogue of Life.